# 信州中野いきいき館

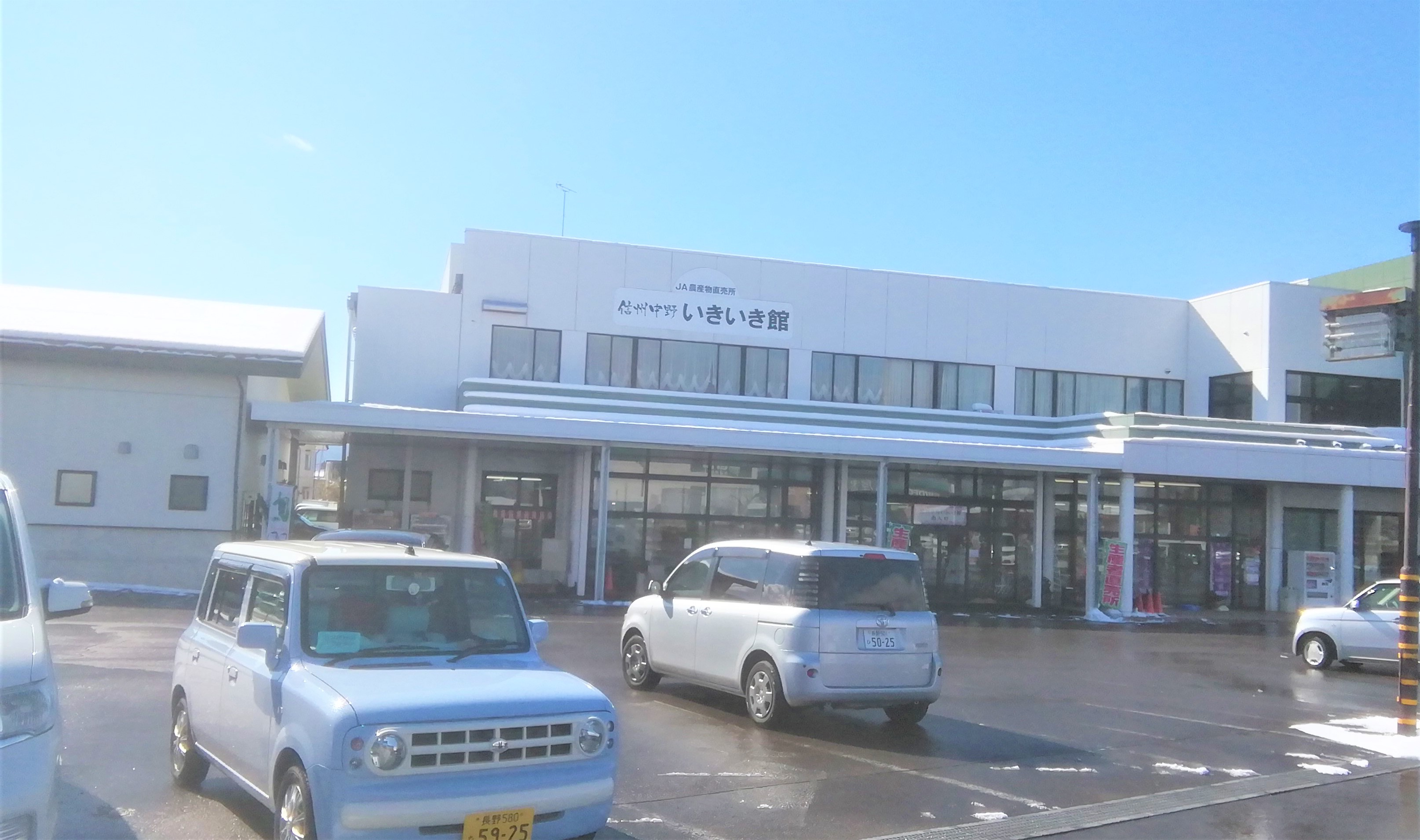
信州中野いきいき館

信州中野いきいき館（しんしゅうなかのいきいきかん）は、長野県中野市吉田にある国道292号沿いの農産物直売所である。

## 概要
JA中野市の関連会社であるジェイエイ・アップル株式会社が経営する農産物直売所。市内の食材を使った土産品や加工食品の販売。全国発送も行っている。

## 業務内容
- 農産物 ･ 加工品の全国発送[2]
- 観光農園の紹介 - サクランボ
- 観光バス・団体の受入れ
- ツアー ･ タイアップ企画

## 施設
- 農産物直売コーナー
- お土産・加工品コーナー
- ジェラート ･ 喫茶
- イベントステージ
- 休憩所
- 大型駐車場

## 営業時間
- 午前9:00 - 午後6:00

## 休館日
- 1月1日

## アクセス
上信越自動車道信州中野ICから車で約6分 

## 周辺
- 一本木公園
- 信州中野銅石版画ミュージアム
- 晋平の里間山温泉公園「ぽんぽこの湯」
- 長嶺温泉
- 中山晋平記念館
- 日本土人形資料館